# نمایه یوآرآی جغرافیایی
نمایه یوآرآی جغرافیایی (انگلیسی: Geo URI scheme) یک شناسانهٔ یکنواخت منبع یا شناسه یوآرآی است که توسط کارگروه مهندسی اینترنت RFC 5870 مشخص شده‌است. (منتشر شده در ۸ ژوئن ۲۰۱۰):
یک شناسانهٔ یکنواخت منبع (یوآرآی) برای مکان‌های جغرافیایی از نام نمایه 'جغرافیایی' استفاده می‌کند. یک شناسه (یوآرآی) 'جغرافیایی' یک مکان فیزیکی در یک سامانه مرجع مکانی دو یا سه بعدی پیوسته، ساده، قابل فهم برای انسان و پروتکل مستقل است.
نسخه کنونی وی‌کارد از یوآرآی‌های جغرافیایی در وی‌کارد جغرافیایی پشتیبانی می‌کند و استاندارد ژئواس‌ام‌اس از یوآرآی جغرافیایی برای نشان‌گذاری جغرافیایی پیام‌های اس‌ام‌اس استفاده می‌کند. دستگاه‌های مبتنی بر اندروید نیز از یوآرآی‌های جغرافیایی پشتیبانی می‌کنند، هرچند که اجرای آن بر مبنای پیش‌فرض نسخه و مشخصات، پشتیبانی از تنظیمات مختلف پارامترهای یوآرآی و رشته‌های پرس و جو است.
یوآرآی جغرافیایی را نباید با آدرس جغرافیایی (آدرس آی‌سی‌بی‌ام که آدرس موشک بالستیک قاره‌پیما را اجرا می‌کند) اشتباه گرفته شود.

## نمونه
یک یوآرآی جغرافیایی ساده ممکن است شبیه به موارد زیر باشد:
geo:37.786971,-122.399677
که در آن دو مقدار عددی به ترتیب نشان دهنده طول جغرافیایی و عرض جغرافیایی هستند و با ویرگول از هم جدا می‌شوند. اگر در الگوی موجود یک عدد سوم جدا شده با ویرگول وجود داشته باشد، ارتفاع آن را نشان می‌دهد. مختصات در نیمکره جنوبی و غربی و همچنین ارتفاع در سامانه مرجع مختصاتی در زیر (عمق) به صورت منفی با یک خط (-) مشخص می‌شوند. همچنین یوآرآی جغرافیایی یک مقدار اختیاری "عدم قطعیت" را شامل می‌شود، که با یک نقطه‌ویرگول جدا شده و نشان دهنده میزان خطای احتمالی موقعیت با مقیاس متر است و با استفاده از پارامتر یوآرآی "u" توصیف می‌شود.
یک یوآرآی جغرافیایی با پارامتر عدم قطعیت به شرح زیر است:
geo:37.786971,-122.399677;u=35
به عنوان مثال، یک یوآرآی جغرافیایی ممکن است در یک صفحه وب اچ‌تی‌ام‌ال این‌گونه وارد شود:
<a href="geo:37.786971,-122.399677;u=35">دفتر مرکزی ویکی‌مدیا</a>
بنابراین یک یوآرآی جغرافیایی درست می‌تواند در برنامه‌های عامل کاربر از قبیل: یک مرورگر وب که می‌تواند موقعیت مورد نظر کاربر را در نقشه بارگذاری کند، یا می‌تواند در اتم (خوراک وب) یا در دیگر فایل‌های اکس‌ام‌ال استفاده شود.